# برد اندرسون (کارگردان)
برد اندرسون (انگلیسی: Brad Anderson؛ زادهٔ ۱۹۶۴ (۶۰–۶۱ سال)) کارگردان اهل ایالات متحده آمریکا است که عمدتاً فیلم‌های ترسناک، مهیج و کارهای تلویزیونی می‌سازد و بیشتر برای کارگردانی ماشین‌کار با بازی کریستین بیل و تماس با بازی هلی بری مشهور است.